# 천진훙
천진훙(陳錦鴻, 진금홍, 영문명 Sunny Chan, 1967년 1월 1일 ~ )은 중화인민공화국 홍콩 특별행정구의 영화배우, 텔레비전 연기자이다.

## 생애
1990년 영화 《표조, 니호야(表姐, 你好嘢)》의 단역으로 영화배우 첫 데뷔하였고 이듬해 1991년부터는 텔레비전 드라마에도 출연하기 시작하였다.

## 출연 작품
- 백발마녀전 2 - 준걸 역
- 시남환여애
- 당판풍유
- 대삼원
- 쾌락과 타락
- 음양로
- 충상구중천
- 타락영웅
- 언톨드 스토리 3 - 자살 전 14일
- 설산비호
- 천유안 (각본)
- 공포열선대전영 - 대두괴영
- 적대
- 애정보험
- 화원가일호
- 신찰사매 2 - 미려임무
- 두실96소시
- 추격 8월 15일 (각본)
- 72가구 세입자